# Benzotriazol
Benzotriazol – heterocykliczny, organiczny związek chemiczny zbudowany z pierścienia benzenowego i połączonego z nim pierścienia triazolowego.
Benzotriazol istnieje w postaci dwóch form tautomerycznych: 1H-benzotriazolu i 2H-benzotriazolu:
Benzotriazol posiada właściwości amfoteryczne – reaguje zarówno z kwasami (ulega protonacji), jak i zasadami (ulega deprotonacji):